# Alter jüdischer Friedhof (Hodonín)
Koordinaten: 48° 51′ 3,7″ N, 17° 7′ 5,2″ O

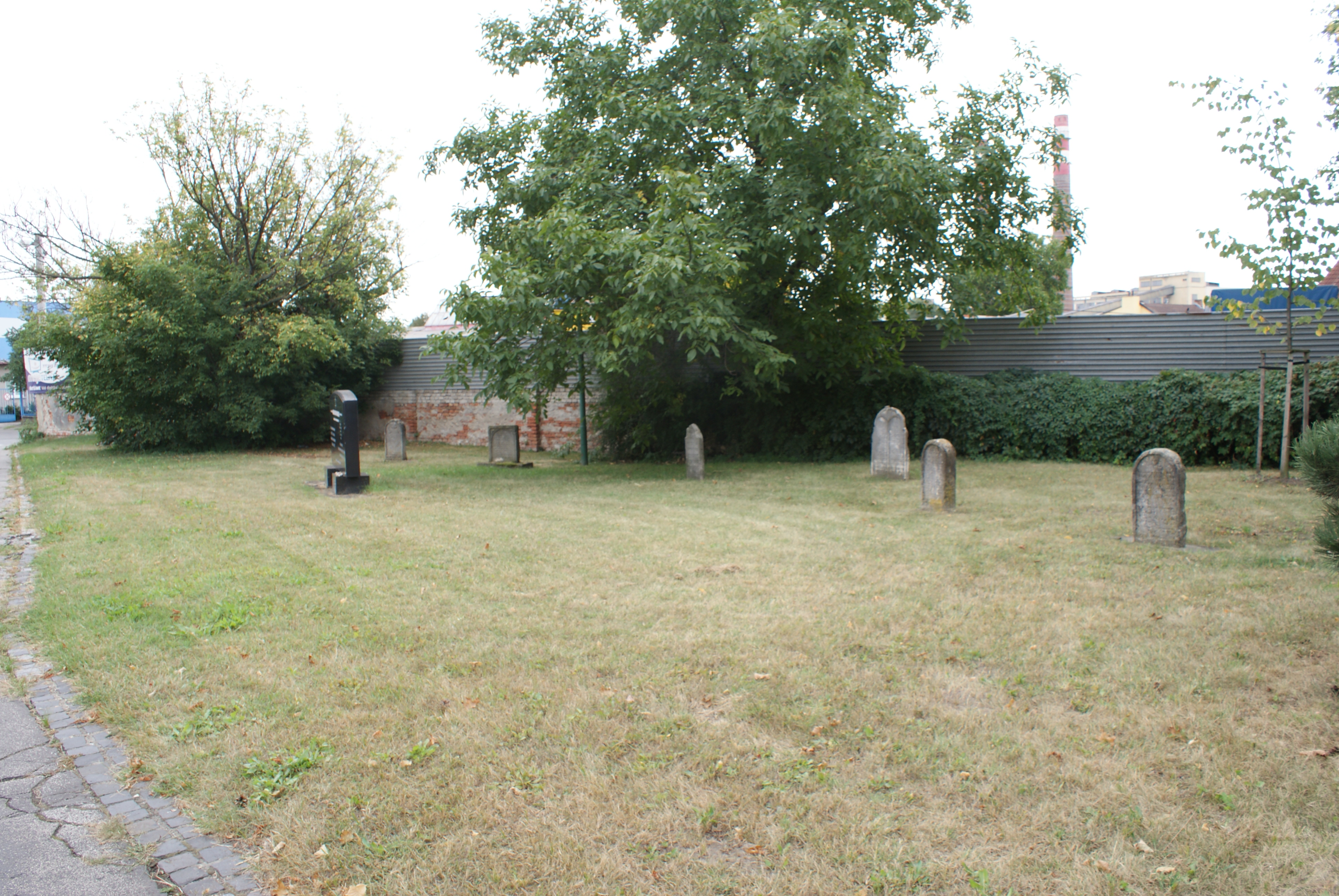
Alter jüdischer Friedhof in Hodonín

Der Alte jüdische Friedhof in Hodonín (deutsch Göding), einer Stadt im Okres Hodonín der Südmährischen Region in Tschechien, soll um 1620 angelegt worden sein. Der jüdische Friedhof ist seit 1988 ein geschütztes Kulturdenkmal.
Der 7918 Quadratmeter große Friedhof wurde im Jahr 1974 zu einem Park umgewandelt. Die meisten der alten Grabsteine (Mazevot) wurden auf den neuen jüdischen Friedhof in Hodonín umgesetzt.